# Remmenhausener Kopf

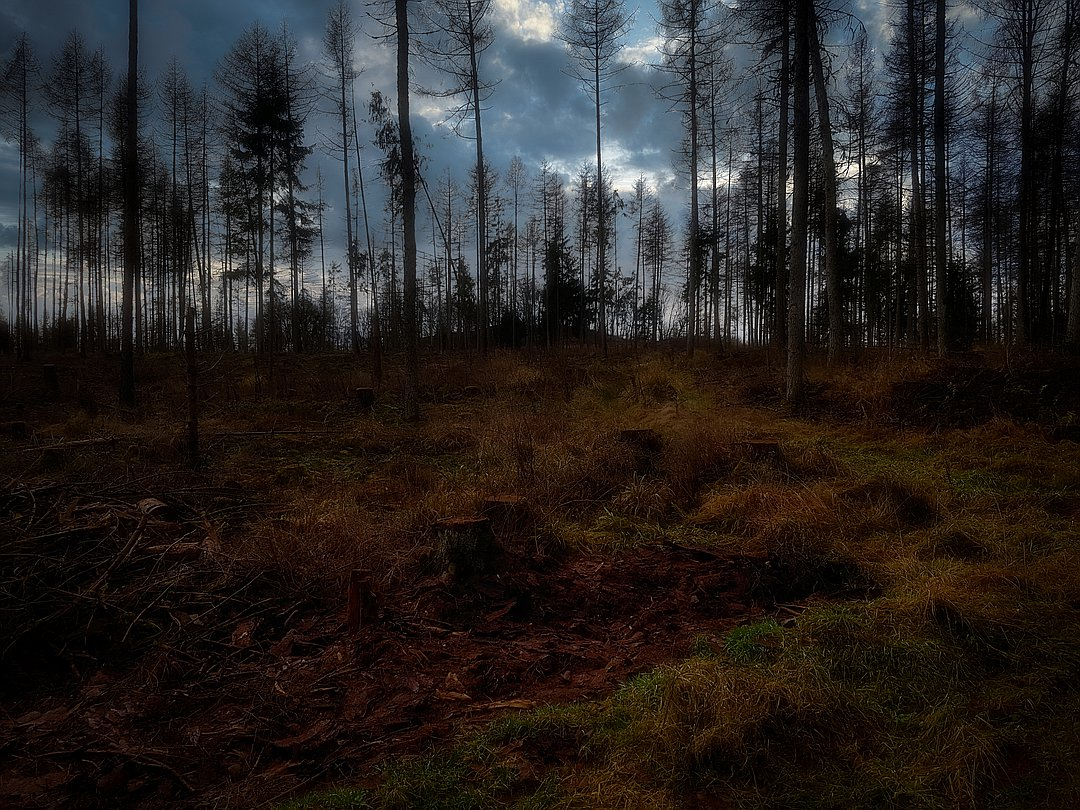
Remmenhauser Kopf

Der Remmenhausener Kopf ist ein 427,6 m ü. NHN hoher und nahezu vollständig bewaldeter Berg im Habichtswälder Bergland. Er erhebt sich in der Gemarkung von Balhorn, einem Ortsteil der Gemeinde Bad Emstal im nordhessischen Landkreis Kassel, Deutschland.

## Geographie

### Lage
Der Berg befindet sich im Naturpark Habichtswald, im Südteil der Hinterhabichtswälder Kuppen. Sein Gipfel liegt 3,1 km nordnordöstlich von Sand und 2,5 km östlich von Balhorn, zwei Ortsteilen von Bad Emstal, sowie 2,2 km südsüdwestlich von Martinhagen, 3 km südwestlich von Breitenbach und 3,1 km westnordwestlich von Elmshagen, drei Ortsteilen von Schauenburg.
Südwestlich erhebt sich der Erzeberg (436,7 m), und südöstlich liegt der Falkenstein (461,9 m) mit der Burgruine Falkenstein. Der Berg liegt auf der Wasserscheide zwischen den beiden Eder-Nebenflüssen Elbe (westlich) und Ems (östlich). Die Ems fließt entlang der Ostflanke des Bergs; der entlang der Nordostflanke von Martinhagen herankommende Bach von Martinhagen, der vom mündungsnahen Molkenborn gespeist wird, mündet etwa 850 m östlich des Gipfels unmittelbar nach Unterqueren der Landesstraße 3220 in die Ems.
Die L 3220 führt zwischen Breitenbach und Sand im Tal der Ems südöstlich am Berg vorbei. Parallel zur L 3220 verläuft in diesem Talbereich auch der Abschnitt von Breitenbach nach Sand der Bahnstrecke Kassel–Naumburg, auf der seit 1992 der Hessencourrier eine Museumseisenbahn betreibt.

### Naturräumliche Zuordnung
Der Remmenhausener Kopf gehört in der naturräumlichen Haupteinheitengruppe Westhessisches Berg- und Senkenland (Nr. 34) und in der Haupteinheit Habichtswälder Bergland (342) zur Untereinheit Hinterhabichtswälder Kuppen (342.2). Die Landschaft fällt nach Osten in den zur Untereinheit Habichtswälder Senke (342.1) zählenden Naturraum Breitenbacher Mulde (342.10) ab und nach Westen in den Naturraum Isthaebene (341.34), der in der Haupteinheit Ostwaldecker Randsenken (341) zur Untereinheit Wolfhager Hügelland (341.3) gehört.

## Geschichte

### Der Wald
Das auf und um den Remmenhausener Kopf befindliche ausgedehnte Waldgebiet Remmenhausen gelangte wohl schon sehr bald nach der Stiftung des Klosters Merxhausen in dessen Besitz und blieb dies auch nach der Auflösung des Klosters 1527 und dessen Umwandlung 1533 durch Landgraf Philipp in ein Hohes Hospital. Es war eine wichtige Quelle von Einkünften (aus Waldweide, Fischerei, Köhlerei usw.) für das Kloster bzw. Hospital sowie von Brenn- und Nutzholz für das Kloster bzw. Hospital und die ihm zugehörigen Dörfer. Um die Wende vom 18. zum 19. Jahrhundert wurde die Verwaltung des Merxhausener Forstbesitzes in die des wesentlich waldreicheren Landeshospitals Haina eingegliedert. Heute wird das Waldgebiet Remmenhausen, wie auch die großen Waldflächen des einstigen Klosters Haina, durch die Stiftungsforsten Kloster Haina im Sinne der landgräflichen Stiftungsurkunde von 1533 bewirtschaftet. Diese insgesamt knapp 7.500 Hektar ehemaligen Klosterbesitzes sollen danach „auf ewige Zeiten“ erhalten und nachhaltig bewirtschaftet und die Überschüsse daraus für soziale Zwecke verwendet werden. Früher empfingen die Hohen Hospitäler diese Überschüsse, heute gehen sie an den Landeswohlfahrtsverband Hessen, der seit seiner Gründung 1953 Treuhänder der seitdem unselbstständigen Stiftung und Träger des Stiftungsvermögens ist und dieses Sondervermögen verwaltet.

### Die Balhorner Steinbrüche
Aus den ehemaligen Balhorner Steinbrüchen an der Nordostflanke des Bergs wurden über Jahrhunderte Sandsteine für die Bauten in Kassel geliefert, unter anderem auch für den 1696 begonnen und schon nach wenigen Jahren aufgegebenen Bau eines großen Schlosses auf dem Hüttenberg (555 m) etwa 500 m südsüdöstlich des heutigen Herkules.

### Wüstung Reimboldshausen
Am Südostfuß des Berges im sogenannten Reimershäuser Graben nahe dessen Einmündung in die Ems befand sich die kleine Siedlung Reimboldshausen. Im Jahre 1236 kam sie durch Schenkung in den Besitz des Klosters Merxhausen, war aber spätestens 1359 bereits wüst gefallen.